# Hermann Specht
Hermann Karl Hugo Specht (* 19. Mai 1892 in Zell im Wiesental; † 4. März 1968 in Offenburg) war ein deutscher Jurist und Politiker. Er war kommissarischer Landrat in Heidelberg und Abgeordneter der Vorläufigen Volksvertretung für Württemberg-Baden und des Landtags von Baden-Württemberg.

## Leben
Als Sohn eines Pfarrers und Kirchenrats geboren, studierte Specht Rechtswissenschaften in Heidelberg. Während seines Studiums wurde er 1910 Mitglied der Burschenschaft Frankonia Heidelberg. Nach seinen juristischen Staatsprüfungen 1914 und 1920 trat er in die badische Innenverwaltung, wurde Amtmann in Lörrach und 1928 Regierungsrat in Lahr. 1920 bis 1933 war er Mitglied der Deutschen Demokratischen Partei; 1924 bis 1928 gehörte er der Deutschen Friedensgesellschaft an. 1914 bis 1933 war er Mitglied der Lörracher Freimaurerloge Friedrich zur Eintracht, weshalb er Probleme mit den Nationalsozialisten bekam, die ihn suspendierten und strafversetzten, zuletzt nach Heidelberg. Dort wurde er am 9. Juli 1945 kommissarischer Landrat. 1946 wurde er als Abgeordneter der Landräte Mitglied der Vorläufigen Volksvertretung für Württemberg-Baden. Im selben Jahr wurde er Richter am Verwaltungsgerichtshof Württemberg-Baden. 1949 bis 1950 war er als Nachrücker für Elly Heuss-Knapp Mitglied des württembergischen Landtags für die Demokratische Volkspartei/Freie Demokratische Partei. 1957 ging er in den Ruhestand.

## Ehrungen
- Bundesverdienstkreuz, 1. Klasse